# R-2 (míssil)

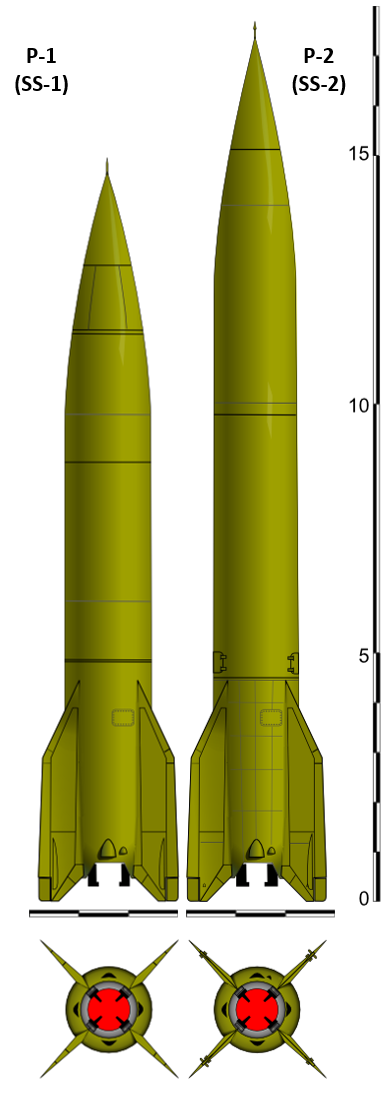
Coets R-1 i R-2

El coet R-2 (nom d'informació de l'OTAN SS-2 Sibling ) va ser un míssil balístic de curt abast soviètic desenvolupat a partir i amb el doble d'abast que el míssil R-1 (en si mateix una còpia del V-2 alemany). Desenvolupat entre 1946 i 1951, l'R-2 va entrar en servei en nombres el 1953 i es va desplegar en unitats mòbils a tota la Unió Soviètica fins al 1962. Un derivat del coet sonador, l'R-2A, va provar un prototip de la càpsula que transportava gossos volada a l'Sputnik 2 el 1957. El mateix any, l'R-2 va rebre llicència per a la producció a la República Popular de la Xina, on va entrar en servei com a Dongfeng 1 .

## Història
El 1945 els soviètics van capturar diverses instal·lacions clau de producció de coets A-4 (V-2), i també van obtenir els serveis d'alguns científics i enginyers alemanys relacionats amb el projecte. Sota la supervisió de la Comissió Tècnica Especial (OTK) establerta per la Unió Soviètica per supervisar les operacions de coets a Alemanya, es van muntar i estudiar els A-4. Això va provocar el decret del 13 de maig de 1946 del Consell de Ministres soviètic per al desenvolupament, en part, d'una còpia soviètica de l'A-4, que seria el primer míssil balístic de producció nacional. Un altre decret el 16 de maig va convertir la planta MI Kalinin núm. 88, que havia produït artilleria i tancs durant la Segona Guerra Mundial en NII-88, encarregada de gestionar els programes de coets de llarg abast de la Unió Soviètica.:24-39L'abril de 1947 Josef Stalin va autoritzar la producció del míssil R-1, la designació per a la còpia soviètica del V-2. El dissenyador en cap de NII-88 Sergei Korolev va supervisar el desenvolupament de l'R-1.:49Les proves de l'R-1 van procedir de 1948 a 1950,:129-142i el sistema de míssils R-1 va entrar en servei a l' exèrcit soviètic el 28 de novembre de 1950.
A la segona meitat de 1946, Korolev i l'enginyer de coets Valentin Glushko, amb una àmplia aportació d'enginyers alemanys, havien esbossat un successor de l'R-1 amb un bastidor estès i un nou motor dissenyat per Glushko.:42L'R-2 tindria una autonomia de600 quilometres (370 mi), el doble que l'R-1, mantenint una càrrega útil similar d'uns1,000 quilograms (2,200 lb).:48–9
Korolev va proposar l'inici del projecte R-2 el gener de 1947, però va ser rebutjat pel govern soviètic, que va afavorir el desenvolupament de l'R-1 més conservador tecnològicament.:49-50A més, el desenvolupament de l'R-2 estava en competència directa amb el míssil G-1 desenvolupat simultàniament per Helmut Gröttrup, cap d'un equip d'enginyers alemany. Tot i que el G-1 era un disseny convincent, capaç d'aixecar una càrrega útil tres vegades més pesada que la de l'A-4, i amb una precisió més alta i un temps de preparació del llançament més curt, era políticament inviable deixar el programa de míssils soviètic a les mans. dels alemanys. Així, el 14 d'abril de 1948, el mateix decret que autoritzava la producció operativa de l'R-1 també sancionava el desenvolupament de l'R-2. Finalment, el G-1 no es va completar mai.:57-61

## Descripció
Igual que el seu predecessor, l'R-1, l'R-2 era un míssil d'una sola etapa que utilitzava etanol com a combustible i oxigen líquid com a oxidant.:243Amb una durada de 17.65 m (57,9 peus) i una massa de 19,632 kg (43.281 lb), l'R-2 era de 2.5 m (8 peus 2 in) més llarg i el pes sec de 4,528 kg (9.983 lb) era d'uns 500 kg (1.100 lb) més pesat que l'R-1. El diàmetre màxim del cos es va mantenir en 1.65 m (5 peus 5 in), el mateix que el R-1,:57-58i en interès del conservadorisme, l'R-2 va conservar les aletes estabilitzadores de grafit de l'R-1, tot i que van reduir la capacitat d'elevació i van causar problemes d'escalfament i estrès.:75-76
El disseny del R-2 va incloure quatre millores importants respecte al R-1:
- L' ogiva es separava del coet abans de la reentrada atmosfèrica, millorant la força de l'estructura (una de les majors debilitats del V-2/R-1)[3]:57i augmentant l'abast.[3]:76
- El tanc de propulsor es va convertir en l'estructura de càrrega principal del coet, en contrast amb el casc de càrrega de l'R-1. Això va reduir el pes total del marc espacial.[3]:57
- L'R-2 tenia una guia de comandament molt millorada, i l'accés a la unitat es va facilitar per reduir el temps de preparació abans del llançament.[3]:57
- El motor RD-101 era un 50% més potent que el RD-100 utilitzat per l'R-1.[2][9] Aquest rendiment augmentat es va fer possible augmentant la pressió de combustió i augmentant la concentració de combustible d'etanol.[3]:57

## Desenvolupament
Els llançaments de prova d'una versió experimental de l'R-2, designada R-2E, van començar el 25 de setembre de 1949. Cinc d'aquests una mica més curts (17 m (56 ft) ) es van llançar coets des de Kapustin Yar, tres d'ells amb èxit. L'R-1A, una variant de l'R-1 desenvolupada en gran manera per provar el concepte d'ogiva separable que s'utilitzaria a l'R-2, també va ser provat el 1949. Els llançaments de l'R-2 a gran escala van començar el 21 d'octubre de 1950, l'últim es va disparar el 20 de desembre. Cap dels 12 vols d'aquesta sèrie va complir els seus objectius principals a causa de fallades del motor, errors de trajectòria de l'ogiva i mal funcionament dels sistemes de guia.:70, 72
Una segona sèrie de proves es va dur a terme entre el 2 i el 27 de juliol de 1951. L'R-2 s'havia fet més fiable per llavors, i dotze dels tretze vols van assolir amb èxit els seus objectius.:97Una sèrie posterior de 18 llançaments el 1951 va tenir 14 èxits.:265-266Per una ordre del 27 de novembre de 1951, l'R-2 va ser adoptat formalment com a armament operatiu per a la Unió Soviètica,:97i la producció es va autoritzar a la fàbrica 586 de Dnepropetrovsk tres dies després. La producció en sèrie va començar en aquesta fàbrica el juny de 1953. Igual que amb l'R-1, la fiabilitat es va mantenir subòptima. En una sèrie de 14 R-2 operatius llançats a prova el 1952, només 12 van assolir el seu objectiu.:266

## Ús militar
L'R-2 es va desplegar a les brigades d'enginyers de la Reserva del Comandament Suprem (RVGK):404format per tres divisions equipades cadascuna amb dos coets i equip de llançament mòbil. Es va requerir una tripulació d'11 persones per al llançament de cada míssil, els preparatius dels quals van durar sis hores, inclosos 15 minuts per a la programació del sistema de guia. Després de la preparació, un coet podria estar a punt per disparar durant 24 hores abans que necessitis el desgast de combustible i els preparatius renovats. L'R-2 es va llançar operativament a temperatures que van des de −40 °C (−40 °F) a 50 °C (122 °F), suportant velocitats de vent de fins a 15 m/s (34 mph).
Les dues primeres unitats militars R-2, les brigades 54 i 56, es van formar per als llançaments de prova de 1952. A partir de 1953, les divisions van ser desplegades a Zhitomir ; Kolomiya ;ru, província de Novgorod ; Kamyshin, óblast de Volgograd ; Siauliai, RSS de Lituània ; Dzhambul, RSS de Kazakhstan ; i Ordzhonikidze, i a l'Extrem Orient. L'R-2 es va retirar del servei actiu el 1962.
Igual que l'R-1, la utilitat de l'R-2 estava limitada per la petitesa de la seva ogiva. L' ogiva radiològica Geran (Eng: Geranium), que dispersaria líquid radioactiu com a pluja tòxica al voltant del punt d'impacte, es va proposar per utilitzar-la amb l'R-2. Tanmateix, aquesta ogiva finalment mai es va desenvolupar.:245
L'oest va obtenir les seves primeres fotografies de l'R-2 (que van designar SS-2 "germà") el desembre de 1959 quan la vigilància aèria va retornar imatges dels coets desplegats a Kapustin Yar. Aquests van confirmar les dimensions del coet i van revelar molta informació sobre l'organització de les brigades RVGK.

## Coet sonda R-2A

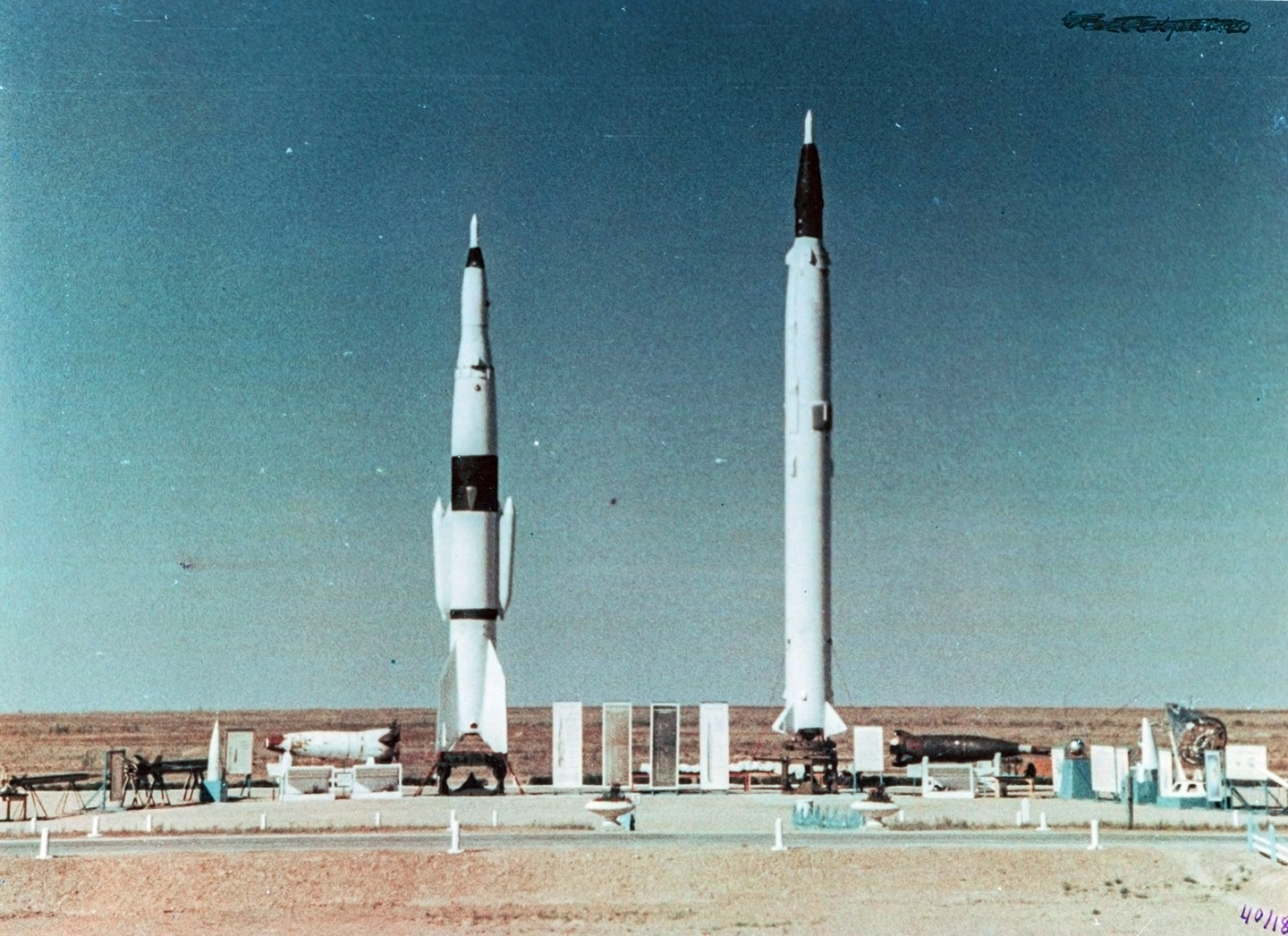
R-2A amb càpsula de gossos i beines científiques (al costat de R-5 (míssil))

La sonda R-2 tenia una altitud màxima de 200 km (120 mi), una millora doble respecte a la de la R-1. Això el va convertir en un vehicle molt més desitjable per sondejar l'espai exterior. L'OKB-1 va desenvolupar un esborrany de pla per al coet sonda R-2A el 1956. Aquest nou vehicle portava una càpsula per allotjar dos gossos de 1,340 kg (2.950 lb) i també dues càpsules amb corretja de 430 kg (950 lb) per a experiments científics.:185
Una primera sèrie de cinc llançaments, cadascun amb una parella de gossos, es va dur a terme del 16 de maig de 1957 al 9 de setembre. Durant aquests vols, els animals van experimentar diversos minuts d'ingravidesa. Només dos mesos després, l'Sputnik 2 va ser llançat a l'òrbita que contenia un passatger caní dins d'una càpsula derivada de la utilitzada a l'R-2A.:186Els vols de coets sonadors van continuar fins al 1960 amb paquets biològics i ionosfèrics.
Originalment, OKB-1 també va treballar en una adaptació de la càpsula R-2A per a vols de prova humans. Això es va suposar que un vol orbital humà no seria factible fins a mitjans dels anys 60. Amb la finalització de l'MBI R-7 Semiorka, però, va quedar clar que una missió tripulada en òrbita es produiria molt abans i el pla va ser abandonat.:183-186

## Versió xinesa (Dongfeng 1)
El 6 de desembre de 1957 es va signar un acord per llicenciar la producció de l'R-2 a la Xina, que es va produir com a Dongfeng 1. L'agost de 1958, un grup d'enginyers superiors OKB-1 i diversos míssils R-2 van ser enviats a la Xina en ajuda del programa de míssils balístics d'aquest país.:290Aquest equip va ser enviat a casa el 2 d'agost de 1960 enmig de l'augment de la tensió entre la Unió Soviètica i la Xina.

## Operadors
- Unió de Repúbliques Socialistes Soviètiques
- Exèrcit soviètic